# Бе (Марна)
Бе (фр. Baye) насеље је и општина у североисточној Француској у региону Шампањ-Арден, у департману Марна која припада префектури Еперне.
По подацима из 2011. године у општини је живело 397 становника, а густина насељености је износила 22,08 становника/km². Општина се простире на површини од 17,98 km². Налази се на средњој надморској висини од 188 метара.

## Демографија
| 1962. | 1968. | 1975. | 1982. | 1990. | 1999. | 2011. |
| ----- | ----- | ----- | ----- | ----- | ----- | ----- |
| 526   | 528   | 482   | 483   | 444   | 393   | 397   |

График промене броја становника у току последњих година